# Arthur Lange (Bildhauer)
Arthur Lange (vollständiger Name Oskar Arthur Lange; * 9. März 1875 in Röhrsdorf bei Chemnitz; † 11. Juni 1929 in Dresden) war ein deutscher Bildhauer.

## Leben

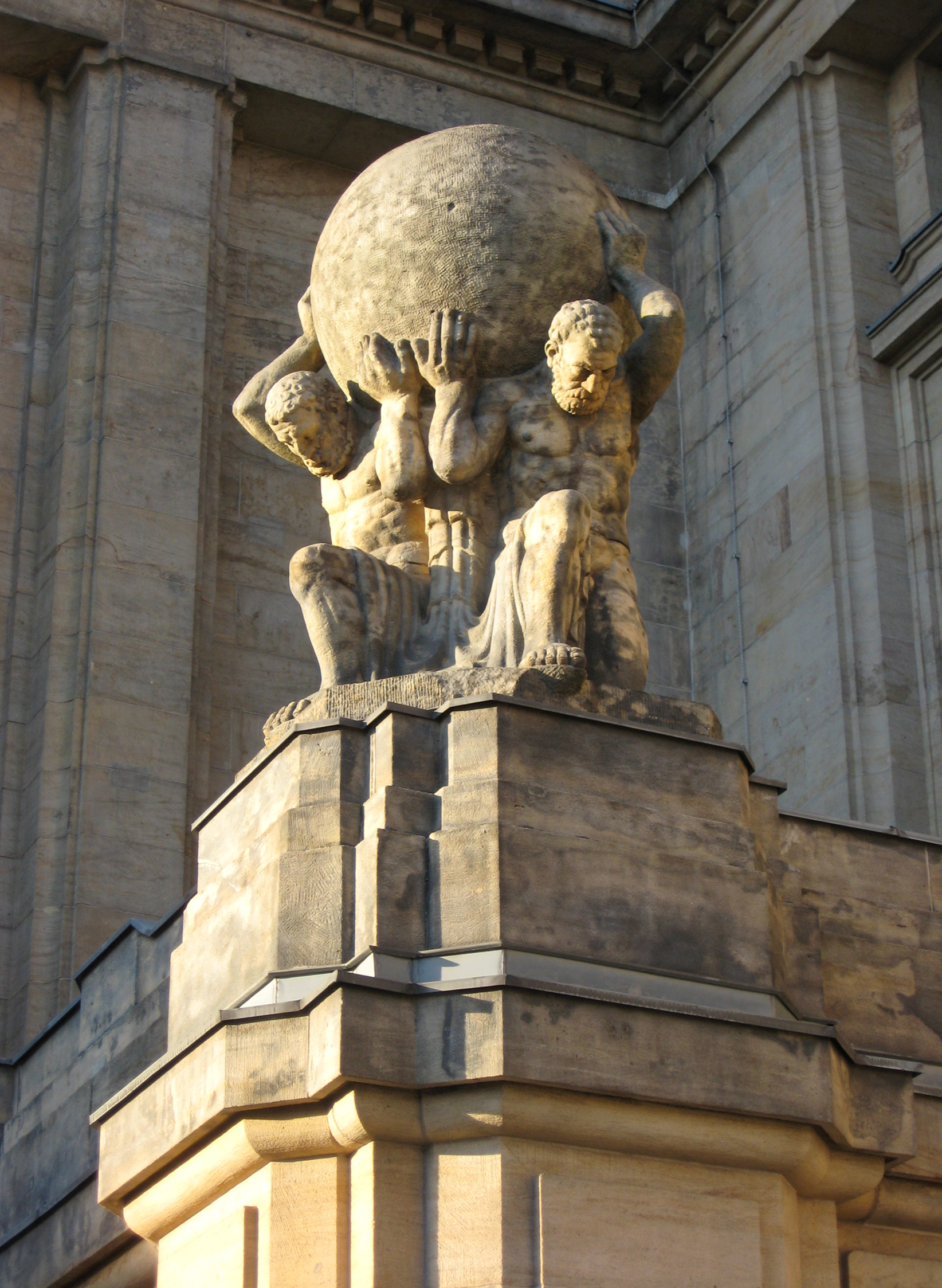
Atlas-Figur am Leipziger Hauptbahnhof

Arthur Lange wurde als unehelicher Sohn von Anna Lina Meinig geboren. Sein zeichnerisches und künstlerisches Talent wurde schon früh entdeckt und gefördert. Nach der Bürgerschule (1881–1889) besuchte er ab 1890 die Zeichenschule der Königlichen Porzellanmanufaktur in Meißen. In diese Zeit fiel die Adoption durch den Tischler Heinrich Richard Paul Lange aus dem Nachbarort Cölln. Die Adoptionsurkunde wurde am 6. April 1895 ausgestellt. Von 1903 bis 1906 absolvierte er im Rahmen seiner künstlerischen Ausbildung ein Studium an der Kunstgewerbeschule in Dresden. Schon als Student wurde er für sein Können mehrfach ausgezeichnet und avancierte neben Ernst Barlach zum Meisterschüler von Professor Robert Diez. 1908 entstand ein Gemälde von Arthur Lange durch Oskar Zwintscher.
Arthur Lange schuf zahlreiche Monumentalwerke, wie beispielsweise die Figur Der Mensch zur Internationalen Hygiene-Ausstellung 1911 in Dresden, das Grabmal für Stadtrat Kohl in Chemnitz und das König-Albert-Denkmal in Meißen. Auch die Atlas-Figur am Leipziger Hauptbahnhof (1912) stammt aus seiner Hand. Seiner Zeit gemäß entstanden zahlreiche Ehren- und Kriegerdenkmale in verschiedenen Städten Deutschlands. Auch religiöse Holzschnitzereien für Kirchen in Schönheide und Meerane zählten zu seinem vielseitigen Schaffen. Nach seinem Studium arbeitete er als freischaffender Bildhauer in Dresden und hatte um 1909 sein Atelier im Haus Terrassenufer 5. Später wohnte er am Nürnberger Platz 5, das Atelier befand sich im Seitengebäude Kaitzer Straße 11. Um 1925 wohnte er in der Sedanstraße 14 in Dresden.
Lange verstarb im Juni 1929 plötzlich bei einem Aufenthalt im Dresdner Hauptbahnhof. Er wurde auf dem Johannesfriedhof in Meißen beigesetzt. Der Beerdigung wohnten unter anderem auch namhafte Künstler der Region bei. So sprachen außer dem Pfarrer Schulze auch Paul Rößler (1873–1957) von der Dresdner Künstlervereinigung und Karl Albiker (1878–1961) von der Akademie der Bildenden Künste Dresden Abschiedsworte.

## Darstellung Langes in der bildenden Kunst
- Ernst Richard Dietze: Bildhauer Arthur Lange (um 1930, Öl)[7]

## Werke (Auswahl)

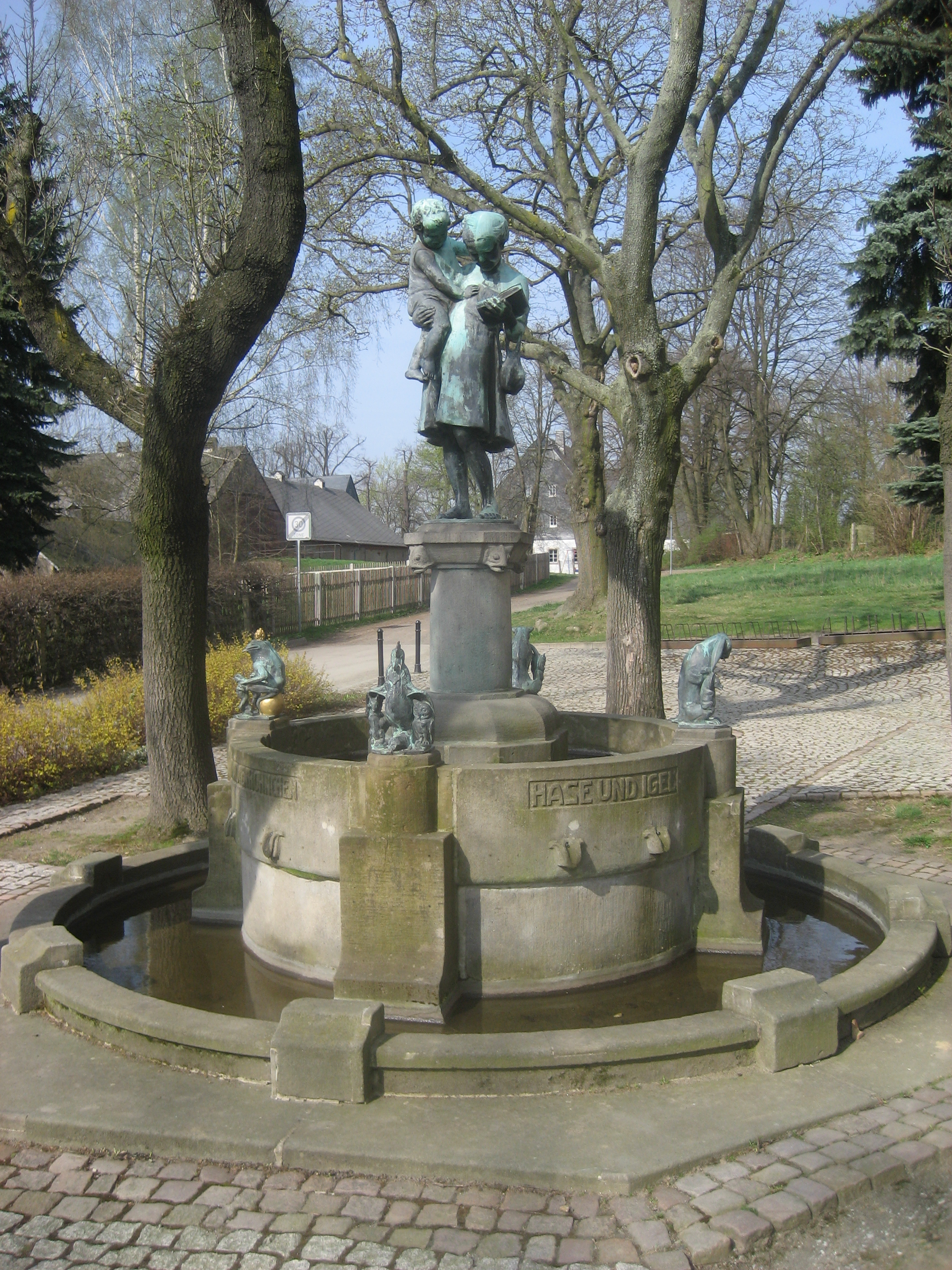
Märchenbrunnen in Chemnitz-Röhrsdorf

- 1909: Weiblicher Halbakt, Marmor, 1909 (Albertinum Dresden)[8]
- 1911: Figur Der Mensch zur Internationalen Hygiene-Ausstellung 1911 in Dresden
- 1911: Märchenbrunnen in Röhrsdorf, 1911[9]
- 1912: Reiterstandbild für König Albert, Meißen
- 1916: Delphin[10]
- 1919: Brunnen[11]
- Steinplastik Frau ihr Haar kämmend[12]
- Weibliche Figur[13]
- Atlas-Figur am Leipziger Hauptbahnhof
- 1919: Garde-Reiter-Denkmal in Dresden für die im Ersten Weltkrieg gefallenen 3 Beamten, 17 Offiziere, 15 Unteroffiziere und 73 Mannschaftsdienstgrade des Garde-Reiter-Regiments (in Zusammenarbeit mit Architekt Wilhelm Lossow). Das Denkmal war sieben Meter hoch und trug neben den Namenstafeln ein Relief mit der Darstellung eines Lanzenreiters. Als „militaristisches Denkmal“ wurde das Gardereiterdenkmal an der heutigen Stauffenbergallee mit Ausnahme des Sockels 1953 beseitigt. Nach 1990 konnte mit Sponsorengeldern die erhalten gebliebene Anlage mit Bastion und Sandsteinbänken restauriert werden.[14]
- 1922: Überlebensgroße Bronzegruppe zweier Kriegergestalten als Teil des Denkmals für die Gefallenen der 46. Landwehrbrigade Graf Pfeil, Garnisonsfriedhof Dresden; Guss: Pirner & Franz[15]
- 1924: Ehrenmal aus Kalkstein für die im Ersten Weltkrieg gefallenen 322 Angehörigen der Königlich Sächsischen Technischen Hochschule Dresden im Foyer der Technischen Hochschule am Hauptbahnhof (ehemals Bismarckplatz, heute Friedrich-List-Platz). Das Ehrenmal wurde am 18. Januar 1924, dem Gründungstag des Deutschen Reichs, eingeweiht[16] und während der Bombardierung Dresdens 1945 mit dem Gebäude der Technischen Hochschule zerstört. Architekt Oswin Hempel fertigte den Entwurf, eine ikonenhafte Jugendgruppe mit Bereitschaft und Hingabe, Begeisterung und Treue, das Vaterland symbolisierend. Im Ziergiebel befand sich ein Spruch von Schiller: „Wir wollen frei sein, wie die Väter es waren“.[14]

„Das Denkmal (…) ist in heimischem Kalkstein aus Beiträgen der Dozenten-, Assistenten- und Beamtenschaft der Hochschule, von Freunden der Hochschule – namentlich des Ehrensenators Friedrich Otto Herrmann aus Lößnitz – ausgeführt worden. Es verherrlicht in einer Reliefdarstellung durch drei lebensgroß voranstürmende Jünglingsgestalten die jugendliche Begeisterung, Opferwilligkeit und Tatkraft, die bei Ausbruch des Krieges elementar in Erscheinung trat. Im Giebelfeld sind durch eine Maske des Krieges dessen Schrecken dargestellt. In seiner Weiherede verglich der Rektor die Jugend, die in den Krieg zog und die heutige Jugend mit den Bronzeglocken, die wir hingeben mußten, um dafür solche aus Stahl einzutauschen.“

- ab 1925: Ehrenmal für die Gefallenen des Ersten Weltkriegs auf dem alten Friedhof in Wurzen mit Oswin Hempel und Georg Wrba
- Grabmal für Stadtrat Kohl in Chemnitz
- Grabmal (Bronze)[17]
- In Holz geschnitzte Arbeiten für Kirchen in Schönheide (Kruzifix, 1912), Meerane und den Gemeindesaal in Trachau
- Modelle für die Porzellanmanufaktur Meißen (Ente,[18] Schreibzeug mit einer liegenden weiblichen Figur, Der Schlaf,[19] Junges Mädchen mit Reifen[20])

## Ehrungen
- 1906: Ehrenmedaille der Kunstakademie Dresden.[21]
- 1908: Staatspreis des Königreichs Sachsen
- 1912: Ritterkreuz II. Klasse des Albrechtsordens
- Der Chemnitzer Stadtrat stimmte am 6. Mai 2015 einstimmig der Benennung einer Straße nach Arthur Lange zu.[22]